# Panamerikanische Spiele 1983/Tennis
Die Tenniswettbewerbe der IX. Panamerikanischen Spiele 1983 wurden vom 15. bis 25. August, bei einem Ruhetag am 18. August, auf der Anlage des Altamira Tenis Club in Caracas ausgetragen. Es wurden bei Damen und Herren im Einzel und Doppel sowie im Mixedwettbewerb Medaillen vergeben. Wie schon bei den vorherigen Spielen gewann die College-Auswahl der USA vier Titel und Venezuela den Mixed-Wettbewerb.

## Herren

### Einzel
| Platz | Land               | Spieler               |
| ----- | ------------------ | --------------------- |
| 1     | Vereinigte Staaten | Greg Holmes           |
| 2     | Mexiko             | Fernando Pérez Pascal |
| 3     | Argentinien        | Christian Miniussi    |

### Doppel
| Platz | Land               | Spieler                            |
| ----- | ------------------ | ---------------------------------- |
| 1     | Vereinigte Staaten | Eric Korita John Levine            |
| 2     | Mexiko             | Jorge Lozano Fernando Pérez Pascal |
| 3     | Venezuela          | Iñaki Calvo Carlos Claverie        |

## Damen

### Einzel
| Platz | Land               | Spielerin         |
| ----- | ------------------ | ----------------- |
| 1     | Vereinigte Staaten | Gretchen Rush     |
| 2     | Puerto Rico        | Beatriz Fernández |
| 3     | Mexiko             | Heliana Steden    |

### Doppel
| Platz | Land               | Spielerinnen                        |
| ----- | ------------------ | ----------------------------------- |
| 1     | Vereinigte Staaten | Louise Allen Gretchen Rush          |
| 2     | Puerto Rico        | Beatriz Fernández Marilda Juliá     |
| 3     | Mexiko             | Claudia Hernández Alejandra Vallejo |

## Mixed
| Platz | Land               | Spieler                        |
| ----- | ------------------ | ------------------------------ |
| 1     | Venezuela          | Nuria Alasia Iñaki Calvo       |
| 2     | Mexiko             | Alejandra Vallejo Jorge Lozano |
| 3     | Vereinigte Staaten | Linda Gates Greg Holmes        |

## Medaillenspiegel
| Platz | Land               | Gold | Silber | Bronze | Gesamt |
| ----- | ------------------ | ---- | ------ | ------ | ------ |
| 01    | Vereinigte Staaten | 4    | —      | 1      | 5      |
| 02    | Venezuela          | 1    | —      | 1      | 2      |
| 03    | Mexiko             | —    | 3      | 2      | 5      |
| 04    | Puerto Rico        | —    | 2      | —      | 2      |
| 05    | Argentinien        | —    | —      | 1      | 1      |

## Quelle
- Memoria IX Juegos Deportivos Panamericanos 1983 Caracas -Venezuela (PDF-Datei; 25,3 MB), S. 350–361.